# Uni

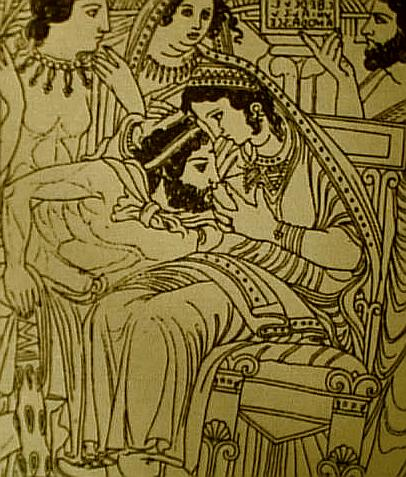
Uni ammar Hercle.

Uni var en gudinna i den etruskiska mytologin. Hon var den högsta gudinnan i etruskernas panteon och identifierades av  dem som deras motsvarighet till romarnas Juno och grekernas Hera. Hon tillhörde triumvatet av de tre högsta gudarna jämsides med sin make Tinia och dotter Menrva, något som senare överfördes till romersk mytologi såsom föregångare till den kapitolinska triaden Jupiter, Juno och Minerva. 
För etruskerna var Uni den gudinna som gav odödligheten till Hercle, den etruskiska Herkules, genom att ge honom av sin bröstmjölk. Uni var också Perugias beskyddare. 
Enligt Titus Livius överfördes gudinnan Uni till romarnas panteon i samband med att romarna besegrade den etruskiska staden Veji år 396 f.Kr, och hon blev då gudinnan Juno.